# Orden de la Amistad (Kazajistán)
La Orden de la Amistad (en kazajo: Достық ордені, Dostyq ordeni) también llamada Orden Dostyk, es una condecoración civil estatal otorgada por la República de Kazajistán. La orden es otorgada por el presidente de Kazajistán, para la promoción del consenso internacional y civil en la sociedad y la promoción de la paz, la amistad y la cooperación entre los pueblos.

## Historia
La Orden Dostyk fue establecida por la Ley de 12 de diciembre de 1995 N.º 2676 «Sobre laudos estatales de la República de Kazajistán» en un principio solo tenía un grado. Sin embargo, por la Ley de la República de Kazajistán de fecha 26 de julio de 1999 No. 462-1 se dividió en dos grados y también adoptó una nueva apariencia. Esta condecoración es la sucesora legal kazaja de la Orden soviética de la Amistad de los Pueblos, de la que recibió la cinta.

## Descripción
En 1995, se aprobó mediante la Ley de 12 de diciembre de 1995 N.º 2676 un modelo de Orden de la Amistad que posteriormente, el 26 de julio de 1999, fue modificado por la Ley N.º 462-1 que estableció las condiciones y la apariencia de la Orden de la Amistad actualmente en rigor.     

### Primer Tipo
Este primer tipo fue establecido por la Ley de 12 de diciembre de 1995 N.º 2676 «Sobre laudos estatales de la República de Kazajistán».
La Orden Dostyk es un círculo de múltiples etapas en forma de rayos triangulares alargados. En el centro de la orden hay un globo terráqueo, sobre un fondo verde opaco de esmalte rojo, dos palmas abiertas que sostienen una estilizada flor blanca de la vida. El nombre de la orden Dostyk está escrito en la parte inferior del círculo sobre un fondo de cereza.
la condecoración está conectada con un bloque de latón pentagonal por medio de un ojal y un anillo. Altura del bloque - 36,5 mm, ancho - 38 mm con un marco en la parte superior e inferior. La última esta cubierta con cinta muaré. En el medio de la cinta hay una franja roja con dos estrechas franjas amarillas longitudinales. A la izquierda de la franja roja hay una franja azul y a la derecha una franja verde. Esta fabricada en plata, cubierta de oro, y su diámetro es de 48 mm.

### Segundo Tipo
Este segundo tipo fue establecido por la Ley 26 de julio de 1999 N.º 462-1 y es la que actualmente está en vigorː 
La insignia de la orden de 1.er grado, está realizada en plata dorada y parece una estrella de nueve puntas, cuyos rayos tienen forma de pétalo y están cubiertos longitudinalmente con esmalte blanco y azul. Entre los rayos se colocan un elemento de adorno nacional y rayos shtrals diedros de igual tamaño, que simbolizan los rayos del sol. En el centro de la estrella hay un medallón con una imagen dorada de un mapa geográfico de una parte de Asia Menor y Asia Central, en el centro con una imagen de contorno de las fronteras de Kazajistán en esmalte azul, las imágenes de los mares están cubiertas con esmalte azul. El medallón tiene un borde de esmalte azul con la inscripción «DOSTYҚ» en oro debajo.
La insignia de la Orden de 1.er grado está sujeta a una bandolera de 100 mm de ancho.
La insignia de la orden de 2.do grado, es una estrella plateada, de ocho puntas, formada por rayos diedros de diferentes tamaños. Los diamantes de imitación de circonio cúbico se insertan en los rayos de la estrella en una cruz recta, y hasta la mitad se insertan en la cruz oblicua. Entre las vigas hay un esmalte azul que cubre las ranuras. Una estrella dorada de ocho puntas con rayos diédricos rectos se superpone a la estrella plateada, en el centro de la cual hay un medallón con una imagen dorada de un mapa geográfico de Asia Menor, en el centro con una imagen de contorno del esmalte azul de las fronteras de Kazajistán, las imágenes de los mares están cubiertas con esmalte azul. El medallón está bordeado con un borde dorado con rubíes insertados en un semicírculo, y debajo de la inscripción «DOSTYҚ», profundizada y rellena con esmalte azul.
La placa de la orden de 2.do grado se fija a un bloque de pecho de seis puntas, cubierto con una cinta de orden de 32 mm de ancho, con la ayuda de un ojal y una anilla.

## Medallas y cintas
| Primer tipo                                   | Segundo tipo; 1.er grado | Segundo tipo; 2.do grado |
| --------------------------------------------- | ------------------------ | ------------------------ |
|                                               |                          |                          |
| Cinta de la medalla común a todos los modelos |                          |                          |
|                                               |                          |                          |